# Александр (Димоглу)
Митрополи́т Алекса́ндр Ди́моглоу (греч. Μητροπολίτης Αλέξανδρος Δήμογλου; 1876, Халкидон, Османская империя — 1 августа 1942, Корфу, Греция) — епископ Элладской православной церкви, митрополит Керкирский, Паксийский и Диапонтийских островов. В 1922—1930 годы был первым предстоятелем Греческой архиепископии Северной и Южной Америки в составе Константинопольского патриархата.

## Биография
Родился в 1876 году в Халкидоне.
В 1902 году окончил Халкинскую богословскую школу, в период учёбы в которой, в 1895 году был рукоположён в сан диакона, а в 1902 году — в священника. Позднее служил в Эфесской, Андрианопольской, Ксанфской, Фесалоникийской и Афинской митрополиях.
21 октября 1917 года был рукоположён в титулярного епископа Родостольского.
В 1918 году он путешествовал с архиепископом Афинским Мелетием (Метаксакисом) в Духовную Миссию в Америке и 29 октября 1918 года был назначен синодальным викарием прото-архиепархии, образованный архиепископом Афинским Мелетием, на основе греческих православных общин в Северной и Южной Америке во главе с самим Мелетием, как Экзархом Америки. После того, как роялисты вернулись к власти в Греции, архиепископ Мелетий был свергнут, но 27 ноября 1921 года в Турции, где в этом время происходило свержение правительства султана Османской империи, был избран Патриархом Константинопольским. По своём избрании, Патриарх Мелетий вернулся в США, где председательствовал на формальном учреждении Греческой архиепископии Северной и Южной Америке, 11 мая 1922 года. В качестве одного из своих первых официальных указов как патриарха, Мелетий (Метаксакис) назначил епископа Александра Патриаршим Экзархом в Америке.
11 августа 1922 года в Нью-Йорке на Втором соборе духовенства и мирян Греческой Архиепископии Америки был разработан новый устав, который предоставлял ей полную административную автономию. Были учреждены новые епархии — Сан-Францисская, Чикагская и Бостонская, архиереи которых вместе с Архиепископом, чья кафедра располагалась в Нью-Йорке, должны были составить Архиерейский Синод Архиепископии. Согласно новому уставу, Собору духовенства и мирян принадлежало право выбирать трёх кандидатов на вдовствующие кафедры, Архиерейский Синод выбирал из них одного и Патриарх утверждал кандидата. Только архиепископ должен был выбираться и поставляться патриархом. Патриарх Константинопольский Мелетий (Метаксакис) утвердил новый устав.
Годы управления митрополитом Александром приходами в Америке были отягощены политическими спорами в Греции между сторонниками королевского дома и сторонниками премьер-министра Элефтериоса Венизелоса; в числе последних были Патриарх Мелетий и Архиепископ Александр. Это противостояние затронуло и православную греческую диаспору в Америке. На фоне политических и иных разногласий греческую православную диаспору потряс раскол. В 1924 году прибывший из Греции митрополит Василий (Комвопулос), придерживавшийся монархических воззрений, при поддержке представителей 13 общин был объявявлен лидером «Автокефальной греческой православной церкви в Соединённых Штатах и Канаде». После нового обращения митрополита Александра (Димоглу) от 13 февраля 1924 года, 10 май 1924 года Синод Константинопольского Патриархата увольняет его, однако митрополит Василий этим прещениям не подчинился.

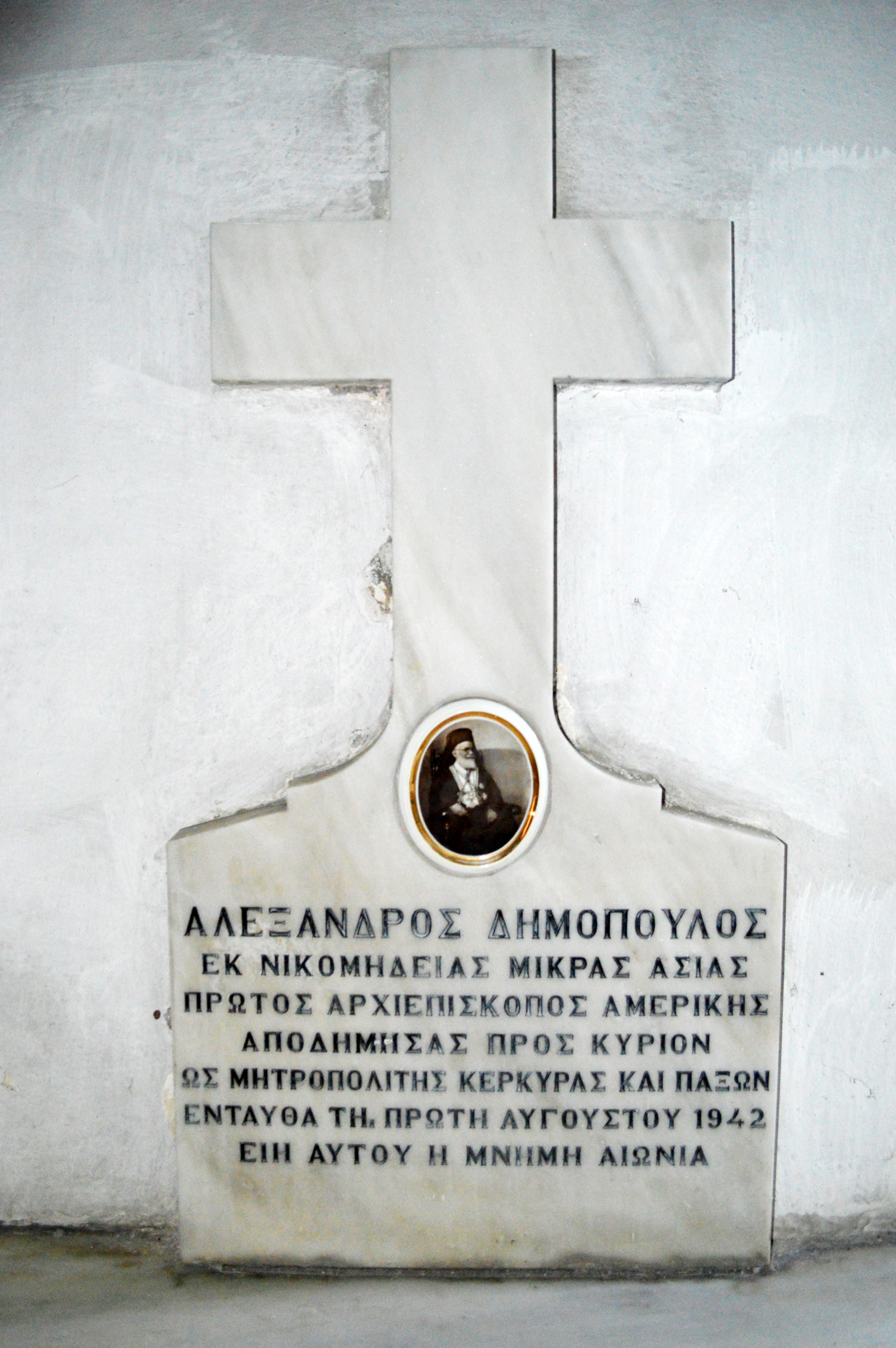
Надгробие в монастыре Платитера

В 1930 году спор дошёл до того, что Патриарх Константинопольский Фотий II, при поддержке Греческой церкви, направил своего представителя в качестве экзарха, митрополита Коринфского Дамаскина (Папандреу), в Америку с целью примирения враждующих сторон. 19 июня 1930 года Архиепископ Александр был назначен митрополитом Керкирским. Его преемник, архиепископ Афинагор (Спиру), ранее бывший митрополитом Керкирским, прибыл в начале 1931 года.
Митрополит Александр служил на Корфу в течение двенадцати лет вплоть до смерти в трагические дни немецкой оккупации в 1942 году. Митрополит Александр спас от казни 23 старшеклассников, когда военачальник из Ионических островов осудил их на смерть в результате их участия в действиях против Муссолини.
Захоронен в монастыре Платитера.